# Lettres siciliennes
Pour plus de détails, voir Fiche technique et Distribution.
Lettres siciliennes (Iddu) est un film italien réalisé par Fabio Grassadonia et Antonio Piazza, sorti en 2024.
Il est présenté en compétition à la Mostra de Venise 2024.

## Fiche technique
Sauf indication contraire, les informations mentionnées dans cette section peuvent être confirmées par la base de données cinématographiques IMDb,  présente dans la section « Liens externes ».
- Titre original : Iddu

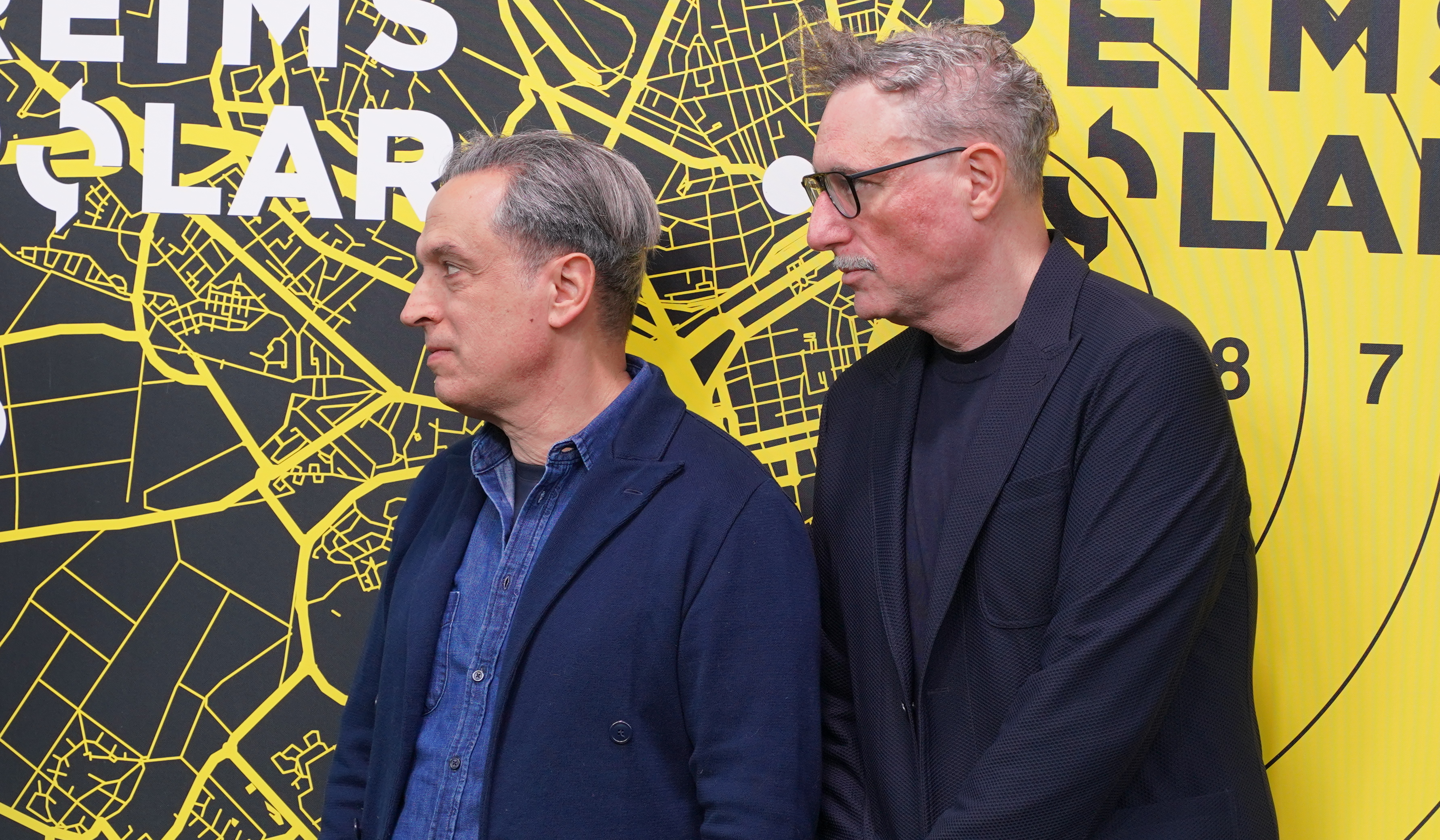
Les réalisateurs lors de Reims Polar 2025.

- Titre français : Lettres siciliennes
- Réalisation et scénario : Fabio Grassadonia et Antonio Piazza
- Musique : Colapesce
- Direction artistique : Costanza Gelardi
- Décors : Brunella De Cola
- Costumes : Andrea Cavalletto
- Photographie : Luca Bigazzi
- Montage : Paola Freddi
- Pays d'origine : Italie
- Format : Couleurs
- Genre : drame
- Durée : 122 minutes
- Dates de sortie :
  - Italie : 5 septembre 2024 (Mostra de Venise 2024), 10 octobre 2024 (en salles)
  - France : 16 avril 2025

## Distribution
- Elio Germano : Matteo, personnage inspiré (mais pas formellement identifié) par Matteo Messina Denaro
- Toni Servillo : Catello Palumbo, un ancien élu local mafieux endetté recruté par les services secrets
- Barbora Bobulova : Lucia Russo, veuve d’un mafieux assassiné vengée par Matteo
- Tommaso Ragno :
- Fausto Russo Alesi : Emilio Schiavon, chef local de la police secrète
- Antonia Truppo, Stefania
- Daniela Marra, agente de la police secrète

## Sortie

### Accueil critique
En France, le site Allociné donne une moyenne de 3,2⁄5, d'après l'interprétation de 21 critiques de presse.

## Distinctions

### Sélections
- Mostra de Venise 2024 : sélection en compétition[2]
- Reims Polar 2025 : sélection en compétition